# Isolamento detentivo

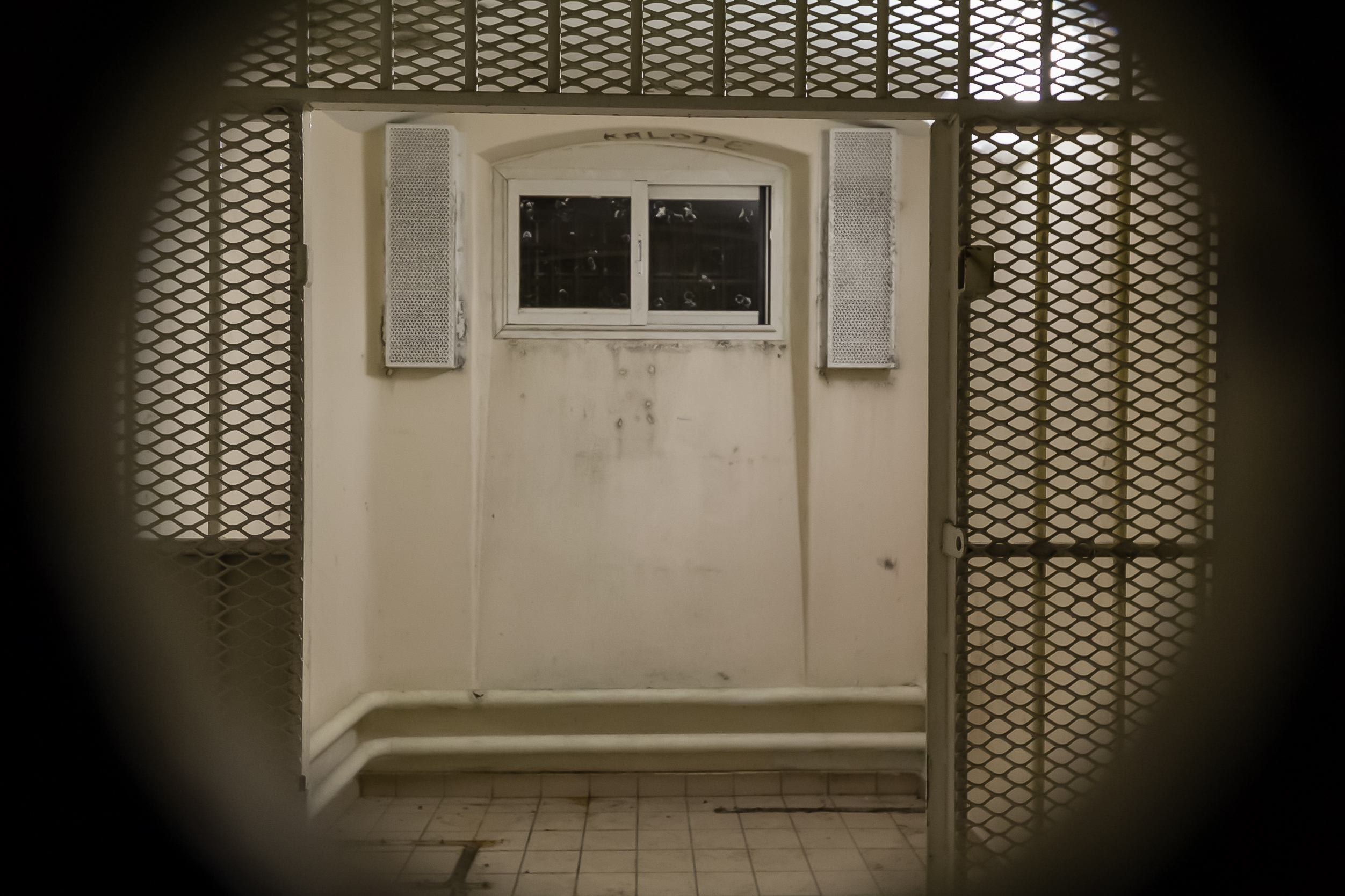
Cella di isolamento nella prigione Jacques-Cartier di Rennes, Francia.

L'isolamento detentivo è una forma di reclusione in cui una persona detenuta vive in un'unica cella con pochi o nessun contatto con altre persone. Si tratta di uno strumento punitivo utilizzato all’interno del sistema carcerario per disciplinare o separare gli individui detenuti che sono considerati rischiosi per la sicurezza di altri individui detenuti o del personale carcerario, nonché a coloro che violano le regole della struttura o sono ritenuti disturbanti. Tuttavia, può anche essere utilizzato come custodia protettiva per individui detenuti la cui sicurezza è minacciata da altri detenuti. Viene utilizzato per separarli dalla popolazione carceraria generale e prevenire lesioni o morte.
Un numero corposo di ricerche ha dimostrato che l’isolamento ha profondi effetti psicologici, fisici e neurologici negativi su coloro che lo sperimentano, spesso durando ben oltre il tempo trascorso in isolamento. Sebbene i funzionari penitenziari abbiano affermato che l'isolamento è uno strumento necessario per mantenere la sicurezza e l'incolumità delle carceri, numerose organizzazioni professionali mediche, di salute mentale e legali hanno criticato la pratica e sono del parere che dovrebbe essere drasticamente ridotto.
Nelson Mandela, l’attivista sudafricano anti-apartheid, descrisse l’isolamento come “l’aspetto più ostile della vita carceraria”. Esperti di diritti umani hanno affermato che l’isolamento prolungato può equivalere a tortura, e le norme minime standard delle Nazioni Unite per il trattamento dei prigionieri (note come Regole Mandela) sono state riviste nel 2015 per vietare l’isolamento per periodi più lunghi di 15 giorni.

## Storia

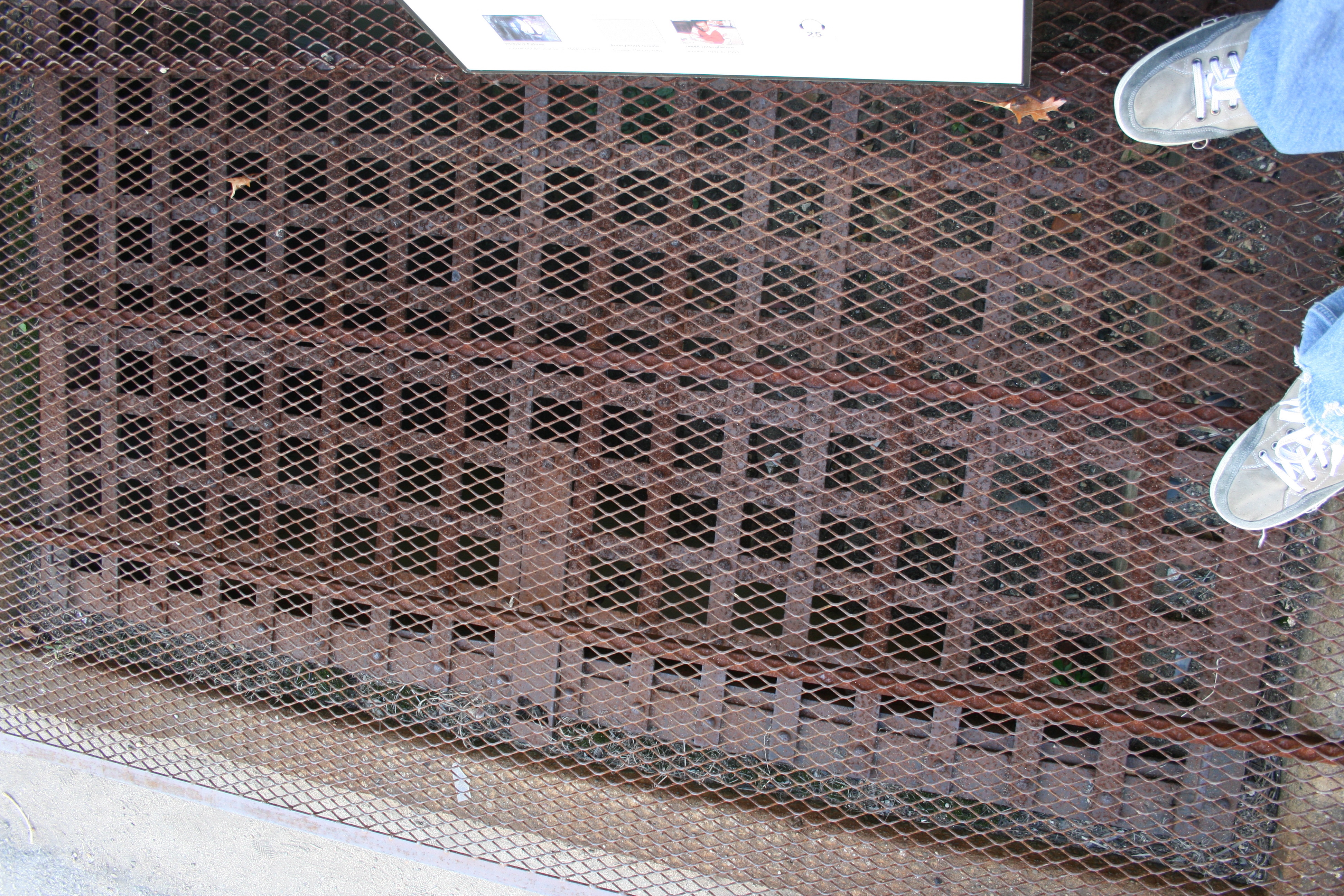
Celle sotterranee nel penitenziario dell'Eastern State, Filadelfia.

La pratica dell'isolamento negli Stati Uniti fa risalire le sue origini alla fine del XVIII secolo, quando i quaccheri della Pennsylvania usarono il metodo in sostituzione delle punizioni pubbliche. La ricerca sui possibili effetti psicologici e fisiologici dell'isolamento risale agli anni '30 dell'Ottocento. Quando la nuova disciplina carceraria della reclusione separata fu introdotta nel penitenziario dell'Eastern State come parte della "Pennsylvania" o "sistema separato" nel 1829, i commentatori attribuirono l'alto tasso di esaurimento nervoso al sistema di isolamento dei prigionieri nelle loro celle. Charles Dickens, che visitò il penitenziario di Filadelfia durante i suoi viaggi in America, descrisse "la lenta e quotidiana manomissione dei misteri del cervello come incommensurabilmente peggiore di qualsiasi tortura del corpo".
La Corte Suprema degli Stati Uniti fece il suo primo commento sugli effetti deleteri dell’isolamento nel 1890, rilevando che il ricorso all’isolamento portava a ridotte capacità mentali e fisiche (In re Medley 134 US 160). I registri delle carceri danesi tra il 1870 e il 1920 indicano che gli individui in isolamento avevano anche sperimentato segni di disagio mentale acuto, tra cui ansia, paranoia e allucinazioni.
L’uso dell’isolamento è aumentato notevolmente durante la pandemia di COVID-19 in risposta alla crescente prevalenza del virus all’interno delle carceri. Molte strutture penitenziarie sono state chiuse fino a 23 ore al giorno, confinando le persone nelle loro celle senza programmi di trattamento (l’insieme degli interventi rieducativi che gli operatori penitenziari propongono di attuare nei confronti del condannato nel corso dell'esecuzione della pena), accesso telefonico o contatto umano. Nei soli Stati Uniti, più di 300.000 persone incarcerate sono state messe in isolamento per cause legate al virus durante i primi mesi della pandemia.

## Scopo

### Estrarre confessioni
L'isolamento viene spesso utilizzato per indurre una confessione da parte di un prigioniero in custodia cautelare. Questa pratica è stata più comune in Danimarca e in altri paesi scandinavi nel ventesimo e ventunesimo secolo.

### Custodia protettiva
L'isolamento viene utilizzato sui detenuti quando sono considerati un pericolo per se stessi e/o per gli altri. Viene utilizzato anche su individui che corrono un alto rischio di essere danneggiati da altri, ad esempio perché sono transgender, hanno prestato servizio come testimoni di un crimine o sono stati condannati per crimini come molestie o abusi su minori. Quest'ultima forma di isolamento è nota come custodia protettiva e può essere volontaria o involontaria.
Sebbene i sostenitori dell’isolamento abbiano spesso espresso la convinzione che l’isolamento promuova la sicurezza nelle strutture correzionali, esistono prove sostanziali che indicano il contrario. Nel 2002, la Commissione sulla sicurezza e gli abusi in America, presieduta da John Joseph Gibbons e Nicholas Katzenbach, ha riscontrato che "il crescente utilizzo della segregazione ad alta sicurezza è controproducente, poiché spesso causa violenza all'interno delle strutture e contribuisce alla recidiva dopo il rilascio."
Shira E. Gordon ha sostenuto che l'isolamento "non si è avvicinato a risolvere proprio il problema che avrebbe dovuto ridurre: la violenza carceraria". A sostegno di questo punto di vista, Gordon cita uno studio del 2012 che mostra che il tasso di violenza nelle carceri della California è superiore del 20% rispetto al 1989, quando fu aperta la prima prigione supermax (ossia di super-massima sicurezza) della California. Gordon cita anche il tribunale del distretto settentrionale della California nel caso Toussaint v. McCarthy, che ha scoperto che l'isolamento "aumenta [aumentava] anziché diminuire le tendenze antisociali tra i detenuti" nelle prigioni statali di Folsom e San Quentin in California.

### Punizione
L'isolamento è anche comunemente usato come punizione per coloro che hanno violato le regole carcerarie o commesso altre infrazioni disciplinari. Questa pratica è la norma nelle carceri supermax, dove vengono detenuti individui ritenuti pericolosi o ad alto rischio.

### Repressione della protesta
L’isolamento è stato utilizzato per punire e reprimere l’organizzazione, l’attivismo e altre attività politiche nelle strutture carcerarie, una pratica che ha attirato critiche da parte degli osservatori dei diritti umani e di altri gruppi interessati. Nei centri di detenzione per immigrati, sono emerse notizie secondo cui i detenuti immigrati vengono messi in isolamento per tenere lontani dagli altri detenuti coloro che sono informati sui loro diritti. Anche le persone che iniziano uno sciopero della fame per protestare contro le cattive condizioni nelle strutture per l'immigrazione vengono spesso messe in isolamento. Sebbene i funzionari dell’immigrazione abbiano affermato che la loro politica di isolamento degli scioperanti della fame è finalizzata alla protezione della persona detenuta, esperti medici e legali hanno sottolineato che non vi è alcuna base medica dietro questa politica e che, negli Stati Uniti, costituisce una violazione dei diritti del detenuto derivanti dal Primo Emendamento.
L’isolamento viene utilizzato in modo simile come ritorsione nelle carceri e nei penitenziari, anche contro gli informatori che sensibilizzano sulle condizioni disumane e gli avvocati carcerari (jailhouse lawyer, termine colloquiale dell'inglese nordamericano per riferirsi a un detenuto che, sebbene non abbia mai esercitato la professione di avvocato, assiste informalmente altri detenuti in questioni legali relative alla loro condanna) che assistono altri nella causa dei loro diritti. Ci sono state ulteriori segnalazioni di persone messe in isolamento in base alla loro razza, religione o orientamento sessuale.

## Per paese o regione

### Europa
Sebbene l’isolamento sia meno comune in Europa che in altre parti del mondo, compresi gli Stati Uniti, è ancora oggi ampiamente utilizzato in molti paesi europei.
La Corte europea dei diritti dell'uomo distingue tra isolamento sensoriale completo, isolamento sociale totale e isolamento sociale relativo e rileva che "l'isolamento sensoriale completo, abbinato all'isolamento sociale totale, può distruggere la personalità e costituisce una forma di trattamento inumano che non può essere giustificata da esigenze di sicurezza o per qualsiasi altro motivo. D'altra parte, il divieto di contatti con altri detenuti per ragioni di sicurezza, disciplinari o protettive non costituisce di per sé un trattamento o una punizione inumana."
Il Comitato europeo per la prevenzione della tortura, o CPT, definisce l’isolamento come “ogni volta che a un detenuto viene ordinato di essere tenuto separato dagli altri detenuti, ad esempio, a seguito di una decisione del tribunale, come sanzione disciplinare imposta all’interno del sistema penitenziario, come misura amministrativa preventiva o per la protezione del detenuto interessato." Il CPT "ritiene che l'isolamento dovrebbe essere imposto solo in circostanze eccezionali, come ultima risorsa e per il più breve tempo possibile".

#### Islanda
L’Islanda è stata criticata per decenni per il suo ampio ricorso all’isolamento preventivo. Un rapporto del 2023 di Amnesty International ha documentato che il 61% dei detenuti in custodia cautelare aveva trascorso del tempo in isolamento nel 2021; dei detenuti quell'anno, il 57% erano cittadini stranieri, una percentuale di gran lunga superiore alla percentuale di cittadini stranieri in Islanda (circa il 14% della popolazione nel 2021).

#### Italia
I detenuti italiani sottoposti a sorveglianza speciale ("regime 41-bis") possono trovarsi di fatto in isolamento. Una persona condannata a più ergastoli in Italia può essere obbligata dal Ministro della Giustizia a scontare un periodo compreso tra 6 mesi e anni nel "regime 41-bis" di isolamento, salvo proroga e revisione.

#### Regno Unito

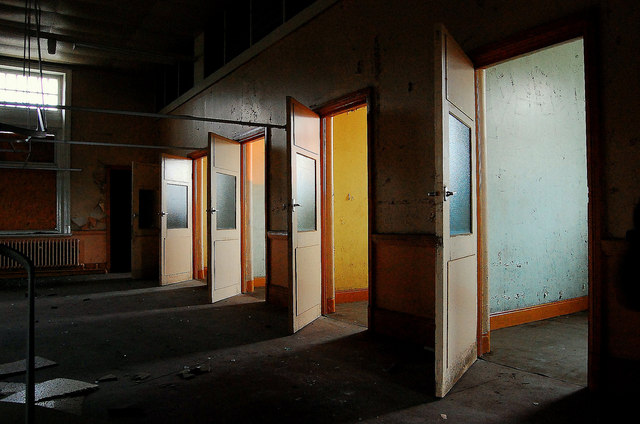
Celle di isolamento presso l'High Royds Hospital, Menston, West Yorkshire.

Nel 2015 la segregazione (isolamento) è stata utilizzata 7.889 volte. 54 degli 85.509 prigionieri detenuti in Inghilterra e Galles nel 2015 sono stati collocati in celle di isolamento nei Close Supervision Centers (Shalev & Edgar, 2015:149), la versione inglese e gallese del "Supermax" statunitense.
L’uso dell’isolamento su minori e bambini, come altrove, è stato oggetto di controversia. I critici sostengono che, nel Regno Unito, lo Stato ha il dovere di “stabilire i più alti standard di assistenza” quando limita le libertà dei bambini. Frances Crook è una dei tanti a credere che l'incarcerazione e l'isolamento siano le forme più dure di punizione possibile e "dovrebbero essere prese solo come ultima risorsa". Poiché i bambini sono ancora in via di sviluppo mentale, scrive Crook, anche la carcerazione non dovrebbe incoraggiarli a commettere crimini più violenti.
Il sistema penale è stato citato per non aver protetto i minori in custodia. Nel Regno Unito, 29 bambini sono morti in custodia penale tra il 1990 e il 2006: "Circa il 41% dei bambini in custodia erano ufficialmente considerati vulnerabili". Ciò è attribuito al fatto che l'isolamento e la contenzione fisica sono usati come prima risposta per punirli per semplici infrazioni alle regole. Inoltre, Frances Crook sostiene che queste politiche punitive non solo violano i loro diritti fondamentali, ma lasciano anche i bambini mentalmente instabili e affetti da malattie che spesso vengono ignorate. Nel complesso, l'isolamento dei giovani è considerato controproducente perché "l'ambiente restrittivo... e l'intensa regolamentazione dei bambini" li aggrava, invece di affrontare la questione della riabilitazione.
L'isolamento viene colloquialmente chiamato nell'inglese britannico "the block" ("il blocco"), "The Segregation Unit" ("l'unità di segregazione") o "the cooler" ("il refrigeratore").

### Stati Uniti
L'isolamento nacque per la prima volta negli Stati Uniti alla fine del 1700 tra gruppi religiosi come i quaccheri, che pensavano che l'isolamento avrebbe promosso il pentimento e la riabilitazione. Anche se la pratica cadde in disuso all'inizio del 1900, conobbe una rinascita durante l'era della criminalità negli anni '80 e '90. Questo periodo vide anche la costruzione di carceri supermax, che tipicamente ospitano individui in isolamento a tempo indeterminato consistente in un isolamento di oltre 22 ore al giorno.
Nell’odierno sistema penale degli Stati Uniti, più del 20% degli individui nelle carceri statali e federali e il 18% degli individui nelle carceri locali vengono posti in isolamento o in un’altra forma di alloggio restrittivo ad un certo punto della loro carcerazione. Secondo un rapporto del 2023 di Solitary Watch e Unlock the Box, si stima che più di 122.000 persone siano tenute in isolamento nelle carceri statali e federali e nelle carceri locali negli Stati Uniti in un dato giorno. Un rapporto del Liman Center della Yale Law School ha rilevato che tra 41.000 e 48.000 persone sono state tenute quotidianamente in isolamento nelle carceri statali e federali per 15 giorni o più nel 2021, con oltre 6.000 persone trovate in isolamento per più di un anno.
Dal 2009, in numerosi stati sono stati compiuti sforzi legislativi per vietare l’uso dell’isolamento per le popolazioni vulnerabili, inclusi bambini, donne incinte e persone LGBTQ+, nonché per porre fine all’uso dell’isolamento a lungo termine. Nel 2020, il New Jersey ha approvato l'Isolated Confinement Restriction Act, che vieta l'uso dell'isolamento oltre i 20 giorni consecutivi. A partire da giugno 2023, New York, Connecticut, e Nevada hanno approvato una legislazione che vieta l'uso dell'isolamento oltre i 15 giorni consecutivi, portando il loro uso dell'isolamento in linea con le Regole delle Nazioni Unite sullo standard minimo per il trattamento dei prigionieri (dette Regole Mandela, adottate dall’Assemblea generale delle Nazioni Unite il 17 dicembre 2015 dopo un processo di revisione durato cinque anni).
Nel luglio 2023, il rappresentante degli Stati Uniti Cori Bush (D-Mo.) ha introdotto l’End Solitary Confinement Act, che proibirebbe l’isolamento tranne che per un massimo di quattro ore in tutte le prigioni federali, carceri e centri di detenzione per immigrati, se approvato. Il disegno di legge incoraggerebbe inoltre l’adozione di una legislazione simile a livello statale e locale.

#### Disparità razziali e di altro tipo
Le statistiche indicano che i membri dei gruppi emarginati hanno una probabilità sproporzionata di finire in isolamento. Uno studio del 2019 della Correctional Leaders Association/Yale Law School ha rilevato che le donne nere costituiscono il 21,5% della popolazione carceraria femminile degli Stati Uniti, ma il 42,1% della popolazione carceraria femminile statunitense detenuta in isolamento. Un altro studio ha rilevato che l'11% di tutti gli uomini neri nati in Pennsylvania tra il 1986 e il 1989 erano stati tenuti in isolamento all'età di 32 anni. È stato riscontrato che esistono disparità nell'uso dell'isolamento anche per le persone LGBTQ +, Latini e nativi americani.
L'uso sproporzionato dell'isolamento nei gruppi emarginati è stato attribuito al razzismo e ad altre forme di discriminazione che sono esacerbate dall'ambiente carcerario. È più probabile che le persone di colore vengano percepite come minacciose e di conseguenza ricevano più punizioni disciplinari che le portano in isolamento; Le persone LGBTQ+ possono essere messe in isolamento come custodia protettiva (volontariamente o involontariamente) per evitare che vengano aggredite o vittimizzate. In particolare, alcuni individui transgender hanno affermato che preferirebbero rischiare la propria sicurezza nella popolazione carceraria generale piuttosto che essere tenuti in isolamento in custodia protettiva.
Come hanno scritto Angela J. Hattery e Earl Smith, "L'isolamento è un luogo dove [la] storia razziale [degli Stati Uniti] è in bella mostra... Non solo la maggioranza del personale è bianca e la maggioranza dei prigionieri sono neri e mulatti, ma la premessa stessa dell'isolamento si basa sulle fondamenta della supremazia bianca su cui è stato costruito questo paese".

### Venezuela
Il quartier generale del Servicio Bolivariano de Inteligencia Nacional (SEBIN) in Plaza Venezuela, a Caracas, dispone di una struttura di detenzione sotterranea che è stata soprannominata La Tumba (La Tomba). La struttura si trova nel luogo in cui doveva essere situato il parcheggio sotterraneo della metropolitana di Caracas. Le celle sono due metri per tre e hanno un letto di cemento, pareti bianche, telecamere di sicurezza, senza finestre e porte con sbarre, con celle allineate una accanto all'altra in modo che non ci sia interazione tra i prigionieri. Tali condizioni hanno fatto sì che i prigionieri si ammalassero gravemente senza che venissero loro garantite cure mediche. Le luci nelle celle vengono mantenute accese intensamente in modo che i prigionieri perdano il senso del tempo e gli unici suoni che possono sentire provengono dai vicini treni della metropolitana di Caracas. Coloro che visitano i prigionieri sono sottoposti a perquisizioni corporali da parte di più membri del personale del SEBIN.
Sono comuni anche le accuse di tortura a La Tumba, in particolare di tortura del bianco, con alcuni prigionieri che tentano il suicidio. Queste condizioni secondo la ONG Justice and Process hanno lo scopo di far dichiarare i prigionieri colpevoli dei crimini di cui sono accusati.

## Effetti

### Psicologico

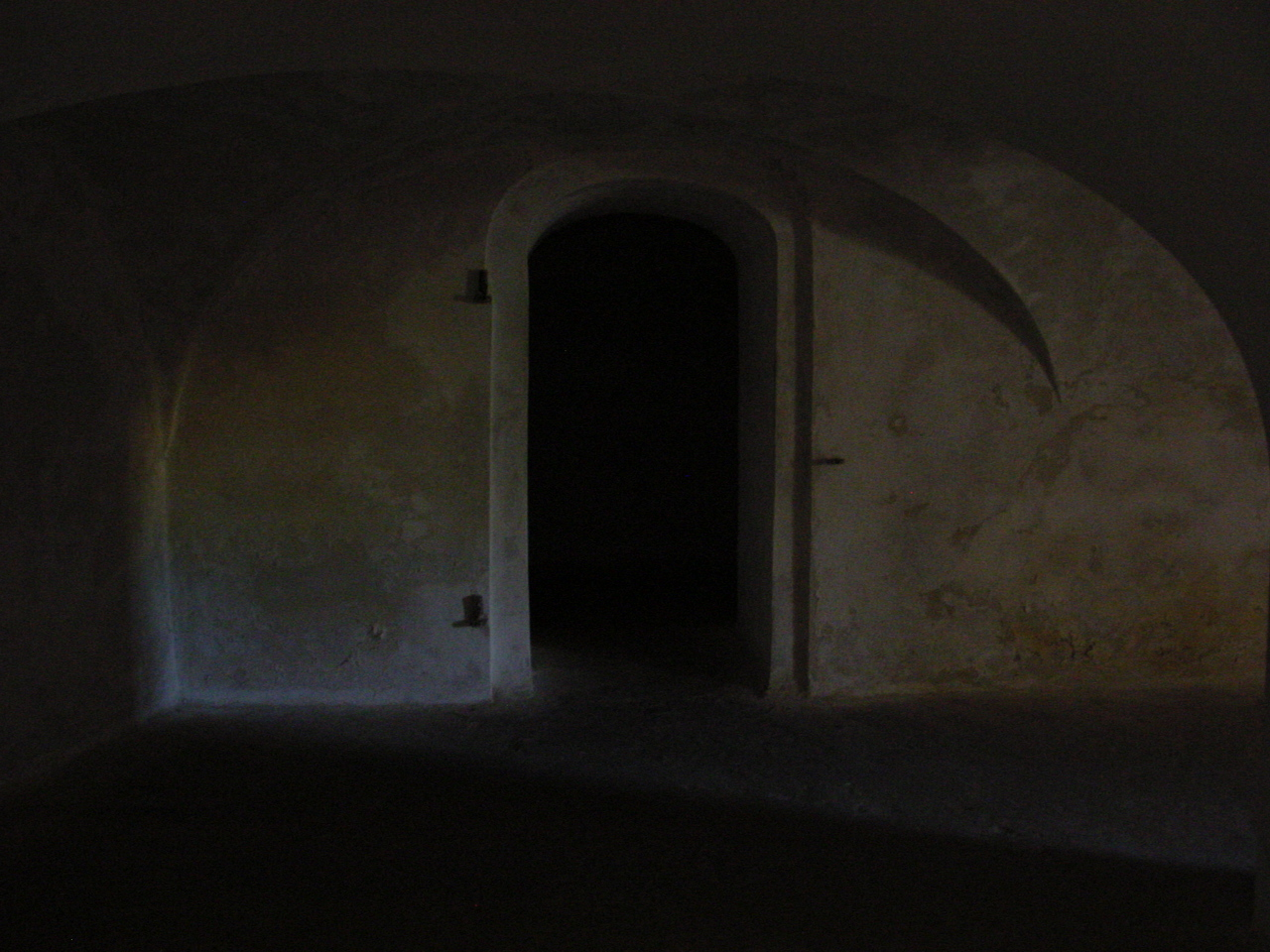
Cella di isolamento a Fort Christiansværn, Isole Vergini Americane.

L’isolamento è stato associato a significativi effetti negativi sulla salute mentale. La ricerca indica che gli effetti psicologici dell'isolamento possono comprendere una serie di sintomi avversi tra cui "ansia, depressione, rabbia, disturbi cognitivi, distorsioni percettive, pensieri ossessivi, paranoia e psicosi". Questi sintomi sono così diffusi tra gli individui tenuti in isolamento che alcuni psichiatri li hanno etichettati come "Sindrome SHU", dove SHU sta per Special Housing Unit o Security Housing Unit. In un articolo di giornale del 1983, Stuart Grassian descrisse la sindrome SHU come una "sindrome psichiatrica grave e clinicamente distinguibile". Grassian afferma che l'isolamento può causare allucinazioni estremamente vivide in molteplici modalità sensoriali tra cui visive, uditive, tattili e olfattive. Alcuni altri effetti includono caratteristiche dissociative tra cui amnesia, eccitazione motoria con violenza senza scopo e deliri.
Per coloro che entrano nel sistema carcerario con già una diagnosi di malattia mentale, l’isolamento può peggiorare significativamente la loro condizione. Gli individui incarcerati con problemi di salute mentale spesso "scompensano [vanno in stato confusionale] in isolamento, richiedendo cure per crisi o ricovero psichiatrico". È stato dimostrato che la mancanza di contatto umano e la deprivazione sensoriale che caratterizzano l'isolamento causano cambiamenti permanenti o semipermanenti alla fisiologia del cervello. Le alterazioni della fisiologia cerebrale possono portare gli individui a commettere suicidio o ad autolesionismo.

#### Autolesionismo
Uno dei problemi principali all’interno del sistema carcerario in generale, e dell’isolamento in particolare, è l’elevato numero di individui incarcerati che ricorrono all’autolesionismo. Quest'ultimo in ambito carcerario può includere, ma non è limitato a, tagliarsi, sbattere la testa e ingoiare oggetti.
Uno studio del 2014 sulle ammissioni nelle carceri di New York City pubblicato sull'American Journal of Public Health ha rilevato che, dopo aver controllato la durata della permanenza in prigione, l'età, la razza/etnia e lo stato di malattia mentale, le persone messe in isolamento avevano 6,9 volte più probabilità di commettere atti di autolesionismo e 6,3 più probabilità di commetterlo con conseguenze potenzialmente mortali rispetto alla popolazione carceraria generale. Mentre il 7,3% delle detenzioni includeva un periodo di isolamento, il 53,3% degli atti di autolesionismo e il 45% degli atti di autolesionismo potenzialmente fatali hanno avuto luogo tra persone che avevano trascorso del tempo in isolamento durante la loro permanenza in carcere.
Le persone incarcerate che tentano l'autolesionismo o il suicidio sono spesso poste in sorveglianza suicida ("suicide watch"), una forma intensiva di isolamento e monitoraggio che si svolge in una "cella nuda" con poco o nessun arredamento. Durante la sorveglianza suicida, alle persone in genere vengono negati vestiti e biancheria da letto (per impedire loro di impiccarsi usando le lenzuola), così come i programmi di trattamento e le visite di contatto. Sebbene queste condizioni abbiano lo scopo di impedire alle persone di suicidarsi, spesso esacerbano il trauma e altre condizioni di salute mentale preesistenti. Nonostante i controlli in atto, gli individui nelle celle di "controllo del suicidio" hanno comunque nel tempo trovato il modo di farsi del male.

### Fisico
È stato segnalato che l'isolamento causa ipertensione, mal di testa, sudorazione profusa, vertigini e palpitazioni cardiache. Molti individui in isolamento sperimentano un'estrema perdita di peso a causa di complicazioni digestive e dolori addominali. Possono anche sviluppare dolore al collo e alla schiena e rigidità muscolare a causa di lunghi periodi di attività fisica scarsa o nulla. Questi sintomi sono stati collegati all’intensa ansia e alla deprivazione sensoriale causata dall’isolamento e spesso peggiorano con ripetute visite in isolamento.
Gli studi hanno dimostrato che l’isolamento ha un effetto marcato anche sul cervello umano. Le scansioni fMRI hanno scoperto che l’isolamento sociale provoca un’attività cerebrale quasi identica al desiderio di fame e che attiva le stesse regioni del cervello del dolore fisico. Inoltre, è stato scoperto che la deprivazione sensoriale del solitario causa una ridotta frequenza dell'elettroencefalografia (EEG) sulle scansioni cerebrali. È stato dimostrato che la parte del cervello che svolge un ruolo importante nella memoria si restringe fisicamente dopo lunghi periodi senza interazione umana. Uno studio che ha posto ratti adulti in condizioni simili a quelle solitarie ha scoperto che, dopo un mese di isolamento, i neuroni dei ratti si erano ridotti del 20%.

### Sociale
Alcuni sociologi sostengono che le carceri creano un ambiente sociale unico che non consente agli individui di creare forti legami sociali all'interno o all'esterno della struttura. L’isolamento sociale che sperimentano le persone detenute è particolarmente acuto in isolamento, dove può essere loro negato l’accesso alle telefonate, alla posta e alle visite dei propri cari.
Gli effetti psicologici dell’isolamento continuano molto tempo dopo che gli individui vengono liberati dall’isolamento, influenzando la società nel suo complesso. Al loro rientro nella società, molti individui che hanno trascorso lunghi periodi di tempo in isolamento riferiscono di avere difficoltà ad adattarsi alla vita fuori dalle mura del carcere. Spesso si spaventano facilmente ed evitano la folla e gli spazi pubblici. Cercano spazi piccoli e confinati perché le aree pubbliche sopraffanno la loro stimolazione sensoriale.

Anthony Graves, che ha trascorso più di 18 anni in isolamento nel braccio della morte del Texas prima di essere prosciolto nel 2010, ha descritto gli effetti duraturi dell'isolamento nella sua testimonianza per la sottocommissione giudiziaria del Senato degli Stati Uniti sulla Costituzione, i diritti civili e i diritti umani:
L'isolamento fa una cosa: spezza la voglia di vivere di un uomo e lui finisce per deteriorarsi. Non è più la stessa persona... Sono libero da quasi due anni e piango ancora di notte, perché nessuno qui fuori può capire quello che ho passato. Combatto con sentimenti di solitudine. Ho provato la terapia ma non ha funzionato. Il terapista piangeva più di me. Non poteva credere che il nostro sistema sottoponesse gli uomini a questo tipo di trattamento disumano. 
Secondo numerosi studi, qualsiasi periodo di tempo trascorso in isolamento può aumentare il rischio di recidiva dopo il rilascio. Uno studio di controllo abbinato del 2007 sulle carceri dello Stato di Washington ha rilevato che le persone nel gruppo di studio che hanno trascorso del tempo in carceri di massima sicurezza avevano un tasso di recidiva di crimini a 3 anni del 53%, che era del 15% superiore a quello delle loro controparti nella popolazione carceraria generale. Il tasso di recidiva era ancora più alto tra le persone rilasciate direttamente dal supermax nella comunità, pari al 69%.

## Legalità
La legalità dell’isolamento è stata spesso messa in discussione negli ultimi sessant’anni poiché le concezioni che circondano la pratica sono cambiate. Gran parte della discussione giuridica riguardante l'isolamento si è concentrata sulla questione se esso costituisca o meno tortura o punizione crudele e insolita.
I relatori speciali delle Nazioni Unite sulla tortura Manfred Nowak e Juan Méndez hanno "dichiarato ripetutamente e inequivocabilmente che l'isolamento prolungato è un trattamento crudele, inumano o degradante e può equivalere a tortura", sebbene le loro dichiarazioni non siano fonti primarie del diritto internazionale.
Un articolo di una rivista giuridica del 2005 sosteneva che il sistema di detenzione americano è molto al di sotto degli standard minimi fondamentali per il trattamento dei prigionieri ai sensi del diritto internazionale e ha causato una preoccupazione internazionale sui diritti umani: "Le pratiche di isolamento degli Stati Uniti contravvengono al diritto dei trattati internazionali, violano le norme internazionali stabilite e non rappresentano una sana politica estera."

### Tortura
L’isolamento è considerato da molti una forma di tortura psicologica con effetti fisiologici misurabili, in particolare quando il periodo di isolamento è più lungo di qualche settimana o si protrae indefinitamente.
Nell'ottobre 2011, Juan E. Méndez, allora relatore speciale delle Nazioni Unite sulla tortura e altre pene o trattamenti crudeli, inumani o degradanti, ha invitato tutti i paesi a eliminare la pratica tranne che in "circostanze molto eccezionali e per il più breve tempo possibile" con il divieto totale per i minori e le persone con disabilità mentale. "L'isolamento è una misura dura che è contraria alla riabilitazione", ha dichiarato Méndez alla Terza Commissione dell'Assemblea Generale, che si occupa di questioni sociali, umanitarie e culturali. Ha continuato: "Considerando il grave dolore mentale o la sofferenza che l'isolamento può causare, esso può equivalere a tortura o trattamento o punizione crudele, inumana o degradante se usato come punizione, durante la custodia cautelare, a tempo indeterminato o per un periodo prolungato, per persone con disabilità mentale o minorenni."
Il Comitato delle Nazioni Unite contro la tortura ha citato l'uso eccessivo dell'isolamento negli Stati Uniti come una violazione della Convenzione contro la tortura nel 2014.
In Detention and Torture in South Africa: Psychological, Legal, and Historical Studies, lo psicologo Don Foster elenca l'isolamento come una delle forme più comuni di tortura usate sui detenuti sudafricani. "Dato l'intero contesto di dipendenza, impotenza e isolamento sociale comune alle condizioni di detenzione sudafricane previste dalla legge sulla sicurezza", scrive Foster, "non ci possono essere dubbi sul fatto che l'isolamento in queste circostanze dovrebbe di per sé essere considerato una forma di tortura."

### Etica
I duri effetti dell’isolamento sugli individui che lo sperimentano, in particolare quelli con diagnosi di malattia mentale, hanno portato molti a considerare la pratica crudele e immorale.
In un articolo per il Journal of American Academy of Psychiatry and the Law, Jeffrey Metzner e Jamie Fellner scrivono che l'isolamento può costituire una violazione dell'etica medica. Come notano gli autori, gli operatori sanitari sono "eticamente obbligati ad astenersi dal tollerare, condonare, partecipare o facilitare la tortura o altre forme di trattamento crudele, inumano o degradante", tuttavia gli esperti di diritti umani hanno affermato che l'isolamento può equivalere a tale trattamento. "Non è eticamente difendibile che gli operatori sanitari acconsentano silenziosamente a condizioni di reclusione che infliggono danni mentali e violano i diritti umani", scrivono.
Metzner e Fellner chiedono ai medici non solo di fornire servizi sanitari adeguati alle persone in isolamento, ma di sostenere cambiamenti alle politiche di segregazione nelle strutture in cui lavorano e di intraprendere un’azione pubblica di sensibilizzazione per aumentare la consapevolezza dei danni dell'isolamento nella società.

## Proteste
Da quando esiste l’isolamento, ci sono stati individui e movimenti organizzati che protestavano contro la sua esistenza. Già nel 1838, la riformatrice carceraria quacchera Elizabeth Fry viaggiò in tutta l’Inghilterra e la Scozia per parlare ai politici dei pericoli dell’isolamento e per chiedere una riduzione del suo utilizzo. Durante la metà e la fine del XX secolo, l'isolamento servì come luogo di resistenza per i radicali neri imprigionati. Presso l'Attica Correctional Facility di New York, ad esempio, i musulmani neri hanno riempito di proposito unità abitative restrittive per impedire che venissero utilizzate a scopo punitivo contro i membri della Nation of Islam.
Nel luglio 2011, le persone detenute nelle unità abitative di sicurezza (SHU) presso la prigione statale di Pelican Bay hanno iniziato uno sciopero della fame per protestare contro le "condizioni strazianti" nella SHU. I partecipanti hanno anche cercato di sostenere la fine della politica della California di tenere i presunti membri delle bande in isolamento a tempo indeterminato, così come la conclusione del processo di debriefing, che costringe le persone in isolamento a identificare se stesse o altri come membri della banda in per uscire dall’isolamento. Nel corso dello sciopero, più di 6.000 detenuti in tutto il sistema carcerario della California hanno solidarizzato con gli scioperanti della fame di Pelican Bay rifiutando il cibo.
Gli uomini di Pelican Bay hanno organizzato un altro sciopero nel 2013, questa volta attirando 32.000 partecipanti in 33 carceri della California. A seguito dello sciopero e del successivo contenzioso da parte del Centro per i diritti costituzionali, il Dipartimento penitenziario e di riabilitazione della California ha accettato di porre fine all'isolamento indefinito per tutti gli individui in custodia. La Coalizione di solidarietà per lo sciopero della fame dei prigionieri, una coalizione di organizzazioni di base e familiari dei partecipanti allo sciopero, ha svolto un ruolo chiave nel sensibilizzare l’opinione pubblica sugli scioperanti e sulle loro richieste.
Negli anni successivi agli scioperi di Pelican Bay, i detenuti negli Stati Uniti hanno continuato a organizzarsi per migliorare le condizioni carcerarie, inclusa la fine dell’isolamento prolungato. Nel 2022, i lavoratori incarcerati in Alabama hanno sospeso il lavoro per attirare l’attenzione sulle dure condizioni carcerarie e sulla necessità di de-carcerazione. Nel 2023, dozzine di individui incarcerati in Texas hanno intrapreso uno sciopero della fame per protestare contro le politiche statali di isolamento. In alcuni casi i funzionari carcerari hanno reagito contro i partecipanti allo sciopero mandandoli in isolamento.
Il movimento per l’abolizione delle carceri è una rete di gruppi e attivisti che cercano di ridurre o eliminare le carceri e il sistema carcerario e sostituirli con sistemi di riabilitazione ed istruzione che non si concentrano sulla punizione e sull’istituzionalizzazione del governo.
Alcuni sostenitori della de-carcerazione e dell’abolizione delle carceri lavorano anche per porre fine all’isolamento, alla pena di morte e alla costruzione di nuove carceri.

## Alternative e riforme
Alla luce del crescente controllo pubblico sull’isolamento e sui suoi effetti documentati, i leader penitenziari, i politici e i sostenitori hanno iniziato a cercare alternative. Il Dipartimento di Correzione della città di New York (NYCDOC) ha annunciato nel 2013 che avrebbe iniziato a trasferire le persone con gravi malattie mentali che commettono infrazioni disciplinari in un ambiente simile a un reparto ospedaliero, dove avrebbero ricevuto farmaci e terapie. Quelli con malattie mentali meno gravi che violano le regole della struttura vengono ancora messi in isolamento, ma con maggiori ore di terapia e un programma di intervento comportamentale.
Un altro approccio che le strutture hanno adottato per ridurre la loro dipendenza dall’isolamento è quello di limitare in primo luogo i motivi per cui le persone possono essere mandate in isolamento. Nel 2013, il Maine ha sostituito la sua politica di usare l'isolamento come punizione per ogni infrazione con un sistema di "sanzioni informali" di riduzioni dei privilegi, che hanno aiutato lo stato a dimezzare la popolazione delle carceri supermax che allora era molto affollata. Nel 2021, lo Stato di Washington ha posto fine completamente all'uso della "segregazione disciplinare", affermando in un comunicato stampa che "i dati dell'agenzia indicano che la segregazione disciplinare... non ha dimostrato di essere una sanzione efficace o un deterrente contro comportamenti negativi".
Numerose giurisdizioni hanno inoltre adottato leggi che vietano l'uso dell'isolamento per i gruppi vulnerabili o lo limitano a un determinato numero di giorni per la popolazione carceraria in generale. La legge HALT (Humane Alternatives to Long-Term Solitary Confinement Act) di New York proibisce alle persone di essere messe in isolamento per più di 15 giorni consecutivi, o 20 giorni in un periodo di 60 giorni. La legislazione vieta anche l'isolamento per le persone di età pari o inferiore a 21 anni o di età pari o superiore a 55 anni; persone con disabilità fisiche, mediche o mentali; e persone che sono incinte o che hanno partorito di recente. Gli sforzi legislativi per frenare l'uso dell'isolamento, molti dei quali riflettono aspetti dell'HALT, hanno avuto luogo o sono in corso in almeno altri 44 stati.
Infine, alcune agenzie penitenziarie hanno tratto ispirazione da paesi europei come la Norvegia e la Germania per riformare l’uso dell’isolamento. In questi paesi, l'isolamento è in genere utilizzato molto meno spesso e per periodi di tempo più brevi rispetto agli Stati Uniti. Le celle delle carceri norvegesi sono generalmente più spaziose e meglio arredate rispetto alle loro controparti nordamericane. Tuttavia, gli studiosi hanno notato che l'esperienza dell'isolamento in Norvegia non è necessariamente meno dolorosa e sono stati critici nei confronti dei riformisti carcerari (ossia coloro che vorrebbero carceri più moderne e accoglienti) per aver dato priorità alla sensibilità estetica rispetto alle esperienze vissute delle persone incarcerate.